# Rucava
El municipi de Rucava (en letó: Rucavas novads) és un dels 110 municipis de Letònia, que es troba localitzat al sud-oest del país bàltic, i que té com a capital la localitat de Rucava. El municipi va ser creat l'any 2009 després d'una reorganització territorial.

## Ciutats i zones rurals
- Parròquia de Dunika (zona rural)
- Parròquia de Rucava (zona rural)

## Població i territori
La seva població està composta per un total de 2.013 persones (2009). La superfície del municipi té uns 448,6 kilòmetres quadrats, i la densitat poblacional és de 4,89 habitants per kilòmetre quadrat.